# Blekinge skärgård

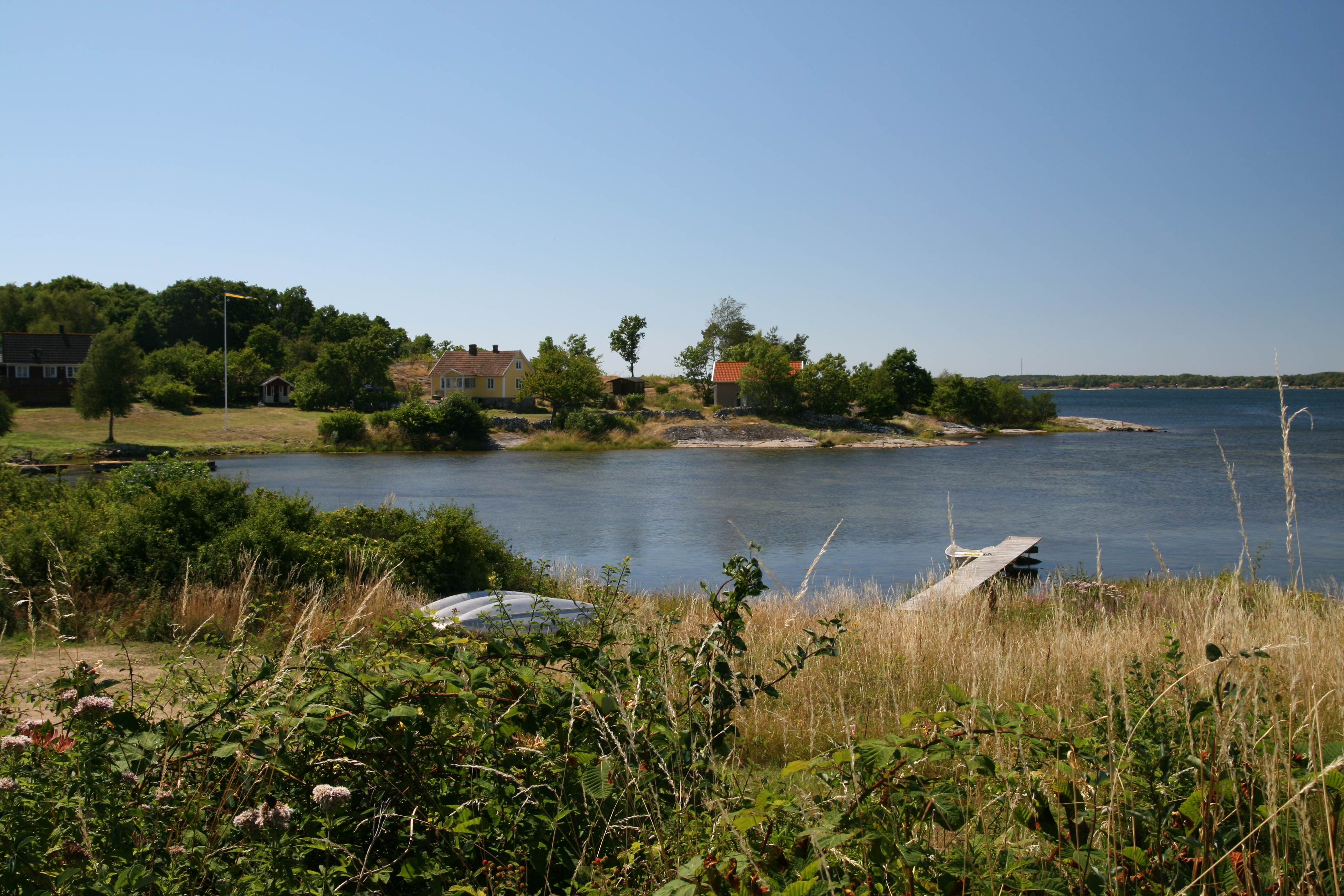
Bild från Aspö i Karlskronas skärgård.

Blekinge skärgård sträcker sig över stora delar av Blekinges kust och består av mindre och större öar samt holmar och skär med omkringliggande fjärdar.
I östra delen finns Karlskronas östra skärgård, som dels består av mindre öar utan fast förbindelse och dels flera större öar med sammanhängande broförbindelse, däribland Senoren, Sturkö och Tjurkö. Karlskronas västra skärgård består av Aspö, Hasslö, Almö samt dess omliggande fjärdar. Färjeförbindelse finns till Aspö med bilfärja från Karlskrona och med linfärja från Torhamn till Ytterön.
Utanför Ronneby finns ett antal mindre öar, exempelvis Karön och Tjärö, och öster om Karlshamn finns Hällaryds skärgård, vars största ö är Tärnö. Öster om Listerlandet och söderut från Karlshamn ligger Hanö.
Blekinge arkipelag som är klassat som ett biosfärområde ingår i området.